# Reem Mamdouh Abu Hassan
Reem Mamdouh Abu Hassan est une femme politique jordanienne, ministre de la Solidarité sociale depuis 2013.

## Influence
En 2015, Reem Mamdouh Abu Hassan est 7e dans le classement des femmes arabes membres de gouvernement les plus puissantes, selon le magazine Forbes (édition du Moyen Orient).